# 德維尤鎮區 (阿肯色州伍德拉夫縣)
德維尤鎮區（英語：De View Township）是位於美國阿肯色州伍德拉夫縣的一個行政鎮區。

## 地方資料
德維尤鎮區的面積為125.39平方千米，當中陸地面積為125.21平方千米，而水域面積為0.18平方千米。根據2010年美國人口普查的數據，當地共有人口2432人，而人口密度為每平方千米19.4人。